# Manuel Ureña Pastor
Manuel Ureña Pastor (Albaida, 4 de março de 1945) é Arcebispo Emérito de Saragoça.
Manuel Ureña Pastor foi ordenado sacerdote diocesano em Valência em 14 de julho de 1973.
O Papa João Paulo II o nomeou Bispo de Ibiza em 8 de julho de 1988. O Núncio Apostólico na Espanha e Andorra, Dom Mario Tagliaferri, o consagrou em 11 de setembro do mesmo ano; os co-consagradores foram o Cardeal Angel Suquía Goicoechea, Arcebispo de Madri, e Miguel Roca Cabanellas, Arcebispo de Valência. Seu lema era Testis spei Christi.
Foi nomeado Bispo de Alcalá de Henares em 23 de julho de 1991, Bispo de Cartagena em 1º de julho de 1998 e Arcebispo de Saragoça em 31 de julho de 2003.
O Papa Francisco aceitou sua renúncia antecipada em 12 de novembro de 2014.